# Cartan (månekrater)
Cartan er et lille nedslagskrater på Månen. Det befinder sig på Månens forside nær den østlige rand og er opkaldt efter den franske matematiker Élie J. Cartan (1869 – 1951).
Navnet blev officielt tildelt af den Internationale Astronomiske Union (IAU) i 1976. 
Før det blev omdøbt af IAU, hed dette krater "Apollonius D".

## Omgivelser
Cartankrateret ligger vest for det større Apolloniuskrater.

## Karakteristika
Kraterranden er cirkulær med et lille krater langs den østlige side. Kraterbundens diameter udgør omkring halvdelen af kraterets. Et mindre krater er forbundet med den sydlige rand og også til den nordlige rand af "Apollonius H", så der dannes en kort kraterkæde.